# Tau del Bover
Tau del Bover (τ Bootis) és el quart estel més brillant a la constel·lació del Bover. S'hi troba a uns 51 anys llum de distància i pertany a un sistema binari. La component principal és groc-blanquinosa, pertany a la seqüència principal, i té tipus espectral F7. La segona component és una nana roja de tipus espectral M2V.
El sistema està relativament prop de la Terra, a una distància de 51 anys llum. La component principal és fàcilment visible a ull nu en cels foscos. Tau del Bover A és un 20% més massiu que el Sol i és així mateix més brillant i calent. Té un radi 1,9 vegades el solar, i una edat aproximada de 1.300 milions d'anys. És sospitós de ser un estel variable. No obstant això, aquesta variabilitat no està confirmada.

## Sistema planetari
Tau del Bover b orbita al voltant de l'estel primari a una distància de 240 UA. El seu període orbital es mesura en milers d'anys. El planeta extrasolar va ser descobert el 1997 al voltant de l'estel primari i designat com Tau Bootis Ab. Descobert pel mètode de velocitats radials, se sospita que pot existir un altre planeta a major distància de l'estel principal.

Tau Bootis Ab.